# 퉁화성
퉁화성(중국어: 通化省, 병음: Tōnghuā, 한국어: 통화성)은 만주국의 성이다. 약칭은 퉁(通)이다. 1937년 만주국 정부는 퉁화성을 설치하였고, 1945년 8월, 만주국이 해체되면서 자연 소멸하였다. 오늘날 지린성(吉林省)의 동부, 조선민주주의인민공화국의 국경 지대에 해당한다.

## 역사
1937년(강덕 4년) 7월 1일, 지린성의 퉁화(通化), 린장(临江), 창바이(长白), 푸쑹(抚松), 지안(輯安)의 5현과 펑톈성(奉天省)의 후이난(辉南县), 류허(柳河), 진촨(金川), 멍장(蒙江)으로 퉁화성을 신설하였다. 성공서(省公署)는 퉁화현(1942년 이후 퉁화시)에 설치되었다. 1945년(강덕 12년) 안둥성(安东省)의 환런현(桓仁县)이 이관되었다.

## 행정 구역
1945년 8월, 만주국 해체 직전의 행정 구역
- 퉁화시(通化市, 1942년(강덕 9년) 퉁화현(通化县) 퉁화가(通化街)에 신설)
- 퉁화현(通化县)
- 린장현(临江县)
- 창바이현(长白县)
- 푸쑹현(抚松县)
- 후이난현(辉南县)
- 류허현(柳河县)
- 멍장현(蒙江县)
- 지안현(輯安县)
- 환런현(桓仁县)

## 같이 보기
- 만주국의 행정 구역